# Miss Jenny Love
Miss Jenny Love je drama Antona Tomaža Linharta. Izšla je leta 1780 v nemščini. Po avtorjevem pripisu je kraj dogajanja na Škotskem.

## Osebe
- Sir William Love, s privzetim imenom Sudderley
- Lady Sara Love
- Miss Jenny Love, njuna hči
- Lord Herington
- Edward Sandwell
- Heartwich, Sandwellov prijatelj
- Warford, nekdanji Sandwellov prijatelj
- Sund, Heringtonov zaupni sluga
- Andrews, Sudderleyev služabnik
- Thomsen, ropar
- častnik, straža

## Vsebina

### 1. dejanje
William Love je bil pred šestnajstimi leti ubil brata svoje žene, zapustil družino v bedi ter se pod privzetim imenom Sudderley skril na osamljenem posestvu na Škotskem. Herington, ki ve za njegov zločin, je njegovo hčer Jenny v katero je strastno zaljubljen ugrabil materi in jo do poroke izočil Sudderleyevemu varstvu; obenem je Warforda napeljal na umor Sandwella, Jennyjinega ljubimca. Toda Sandwell je morilski napad preživel, zvedel, kje je Jenny, in v družbi prijatelja opreza okrog gradu. Za hčerkino usodo zve tudi Sara, besna in obupana prehiti na grad in pretreseno zve, da bo Lord Jenny že naslednji dan odpeljal na svoj dom v Eddinburg.

### 2. dejanje
Jenny iz vsega srca ljubi Sandwella, Herington je zanjo peklenska prikazen, ne privošči mu niti pogleda. Warworda silovito preganja vest, svoj zločin hoče odkupiti z lastno smrtjo, toda Sara, ki ji je priznal svoje dejanje, ga prepriča, naj raje živi in Jenny pomaga do rešitve. V želji po očiščenju se Warford odloči, da bo ponoči Sandwellu pripeljal Jenny ter si izprosil slavo in smrt iz njegove roke.

### 3. dejanje
Herington s Sundom naklepa dvojni umr: Warfornd naj še to noč ubije Sandwella, nato naj tudi sam pade pod nožem najetega roparja. Grobo zavrne Sudderleya, ki ga roti, naj mu ne odpelje hčere: nikogar ne bo trpel na svoji poti, bojijo naj se ga vsi!" Sudderley doživlja pravi pekel, trga se med strahom pred razkritjem svojega zločina, krivdo, ljubeznijo do žene in hčere. Ko ga Sara in Jenny prosita, naj jima pomaga pri begu, njegova stiska prikipi do vrhunca. Sara, ki misli, da njuno prošnjo odklanja, potegne bodalo, da bi ubila hčer in sebe. Sudderley ves iz sebe ponudi pomoč, skupaj bodo zapustili Škotsko. Toda Sari so se odprle oči, spozna, da je on morilec njenega brata, na njegovo glavo je razpisana nagrada, nikamor ne sme iz svojega skrivališča, sicer ga čaka morišče ... Misel na beg je pokopana, ženskama ostane le še obup. Warford sklene, da bo kljub vsemu storil svojo dolžnost; Heringtonu se kaže poln sovraštva in želje po krvi, želi pa si le Sandwellovo kletev in svojo smrt.

### 4. dejanje
Warford ponoči v gozdu pričaka Sandwella, poklekne preden n a prosi, naj ga ubije. Toda Sandwell tega ne zmore, ustreli mimo in prijatelja objame; ta mu pove, da je Jenny že na poti v Edinburg in Sandwell kot brez uma odhiti. Vtem Sund napoti roparje po Warfordovi sledi, saj misli, da je ta s Sandwellom že opravil. Roparji Warforda smrtno ranijo, on pa v zmedenosti izpove, da je njegov morilec Sandwell. Sudderleyevi služabniki, ki bi morali restreči Heringtona, Sendwella in Hartwicha primejo in ju tirajo pred sodnike. Sudderley se odpravi za njimi, Sund pa, ki se je bil med dogajanjem potuhnil, hiti k Heringtonu, premišljujoč, kakšna zgodba bi bila lordu najbolj všeč.

### 5. dejanje
Herington besni v svojem domu: moril je brez pomislekov, se udajal nasladi sovraštva in maščevanja, pa si ni primoril niti pogleda - Jenny leži v globokem, smrtnem spanju ... Priplazi se Sund z zgodbico, kako sta Warford in Sandwell umrla, klicala Heringtonovo in Jennyjino ime ...  Lord uživa, izziva pekel, naj ga dvigne v višine in strmoglavi v globine - le medel ne biti, le pogrezati se ne! Pride častnik: eden od lordovih slug je obtožen umra, lord naj ga izroči! Herington potegne meč, toda častnik ga v boju razoroži in se umakne k straži, ki je obkolila grad. Herington besni, ne trpi mej svoji morilski sli; že hoče ubiti Sunda, a mu je sluga preneznaten, izroči ga straži. Sund mu napove maščevalca: Sandwella. Na to ime plane Jenny iz svoje otrplosti: kje, kje je njen ljubi? Lord ji sadistično pove, da je mrtev, da je sam njegov morilec, in Jenny omahne v omedlevice in privide. Herington jo hoče v obupani sli ubiti, tedaj pa ga Sudderley, ki je bil skrivaj vstopil, zabode. Častnik v njem prepozna zločinca Loveja, pokliče stražo, ob enem pa planeta v dvorano Sara in Sandwell s prijateljem. Jenny omahne ljubemu v objem in od silovitih čustvenih pretresov umre. Sara možu odpusti, v solzah se poslovita, Sandwell pa zgrabi za meč, da bi si ga pognal v srce. Toda prijatelj ga zadrži: dovolj je že mrtvih! Sandwell se obupan zgrudi ob Jennyjinem truplu.